# 木村三津子
木村 三津子（きむら みつこ、1932年5月2日 - ）は、東京府荏原郡世田ヶ谷町出身の女優。

## 来歴
玉川学園在学中に日劇で貝谷八百子のバレエ『真夏の夜の夢』を見て感激し、島田バレエ団に入る。1948年9月、玉川学園を中退して日劇ダンシングチーム（NDT）の4期研究生となる。1949年1月に初舞台を踏むが、リューマチ関節炎となり退団。49年3月、東宝に入り大部屋女優となる。同年12月、電通専属モデルとなる。
1951年8月、米人カメラマンにスカウトされ雑誌『ライフ』51年12月31日号のカバーガールに起用され一躍有名になる。52年10月『いついつまでも』（大映）で女優デビュー。1954年1月、関節炎が悪化し大映退社。フリーとなる。
同年12月、脚部治療がきっかけで知り合った日系人二世の薬剤師と結婚。『やさしい狼犬部隊』  （1955年、コロムビア映画）を最後に引退した。

## 出演映画

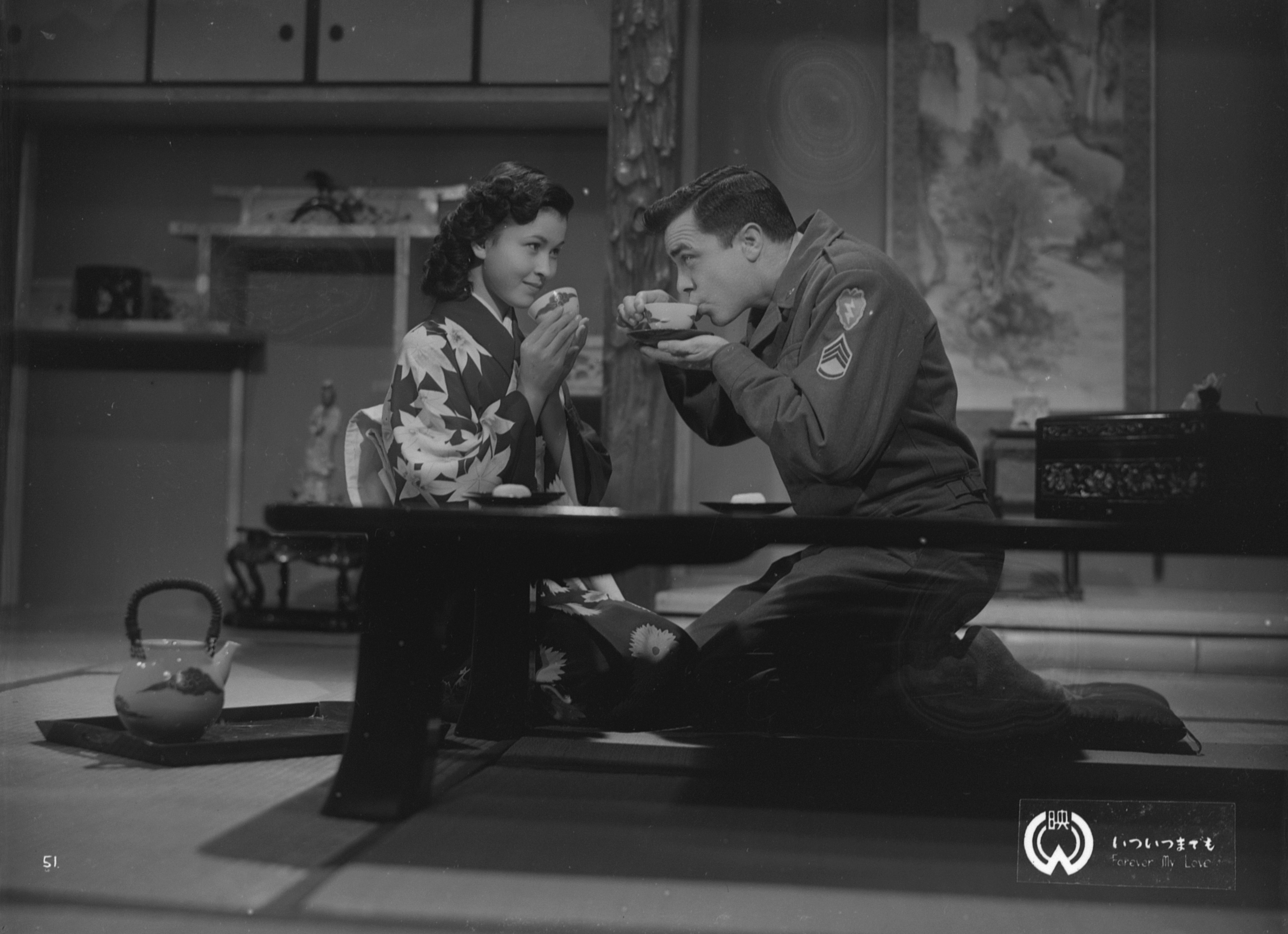
『いついつまでも』（1952年）。右はクリス・ドレーク(Chris Drake)。

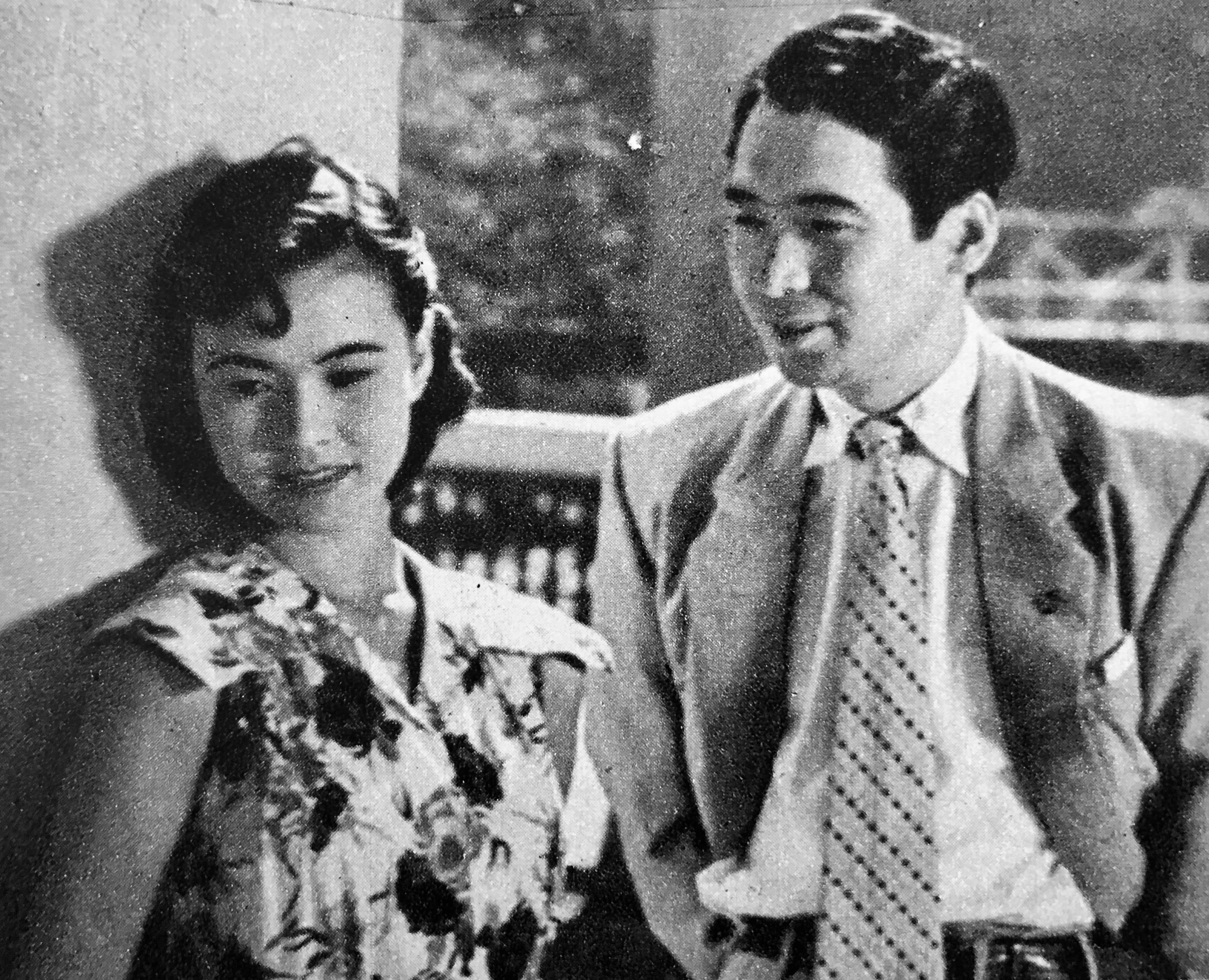
『若い人たち』（1954年）。右は金子信雄。

以下の公開日、作品名、製作会社、役名は特に記載がない限りKINENOTEに従った。
- 1952年10月30日 『いついつまでも』  大映東京 - 山田君子 役[3]
- 1953年1月15日 『千羽鶴』  大映京都 - 稲村ゆき子 役[4]
- 1953年1月22日 『社長秘書』  大映京都 - 飯田千佳子 役[5]
- 1953年2月19日 『妖精は花の匂いがする』  大映京都 - 米川水絵 役[6]
- 1953年2月26日 『決闘五分前』  大映京都 - 西本玉枝 役[7]
- 1953年4月22日 『母波』  大映東京 - 橋口玲子 役[8]
- 1953年7月7日 『再会 第一部かりそめの逢瀬 第二部相寄る魂』[9]  大映東京 - 塩沢田鶴子 役[10]
- 1953年7月28日[11] 『新江の島悲歌』  大映東京 - 谷口なつ子 役[12]
- 1953年9月30日 『浅草物語』  大映東京 - みどり 役[13]
- 1953年10月20日 『地の果てまで』  大映東京 - 妹知子 役[14]
- 1953年11月10日 『紅椿』  大映東京 - 月村秋子 役[15]
- 1953年12月8日 『にっぽん製』  大映東京 - 金杉桃子 役[16]
- 1953年12月29日 『十代の誘惑』  大映東京 - 沢久江 役[17]
- 1954年5月30日 『十代の秘密』  大映東京 - 花村マリ子 役[18]
- 1954年11月8日 『若い人たち』  近代映協、全銀連 - 山本久子 役[19]
- 1955年11月15日 『やさしい狼犬部隊』  コロムビア映画 - Yuko 役[20]